# Sistem acuzatorial
Sistemul acuzatorial, numit și sistem adversarial, este un sistem juridic utilizat în țările cu drept comun, în care două părți adverse, reprezentate de avocați, își susțin pozițiile juridice în fața unei instanțe imparțiale, de obicei un judecător sau un juriu, având rolul de a stabili adevărul și de a pronunța o hotărâre în consecință. Acest sistem contrastează cu cel de tip inchizitorial, utilizat în unele sisteme juridice de drept civil (cele care derivă din dreptul roman sau Codul napoleonian), unde judecătorul are un rol activ în administrarea și investigarea probelor.
Sistemul acuzatorial reprezintă structura contradictorie pe care funcționează instanțele penale, opunând partea acuzării împotriva părții apărării.

## Caracteristici de bază
Sistemele acuzatoriale sunt considerate a avea trei caracteristici fundamentale. Prima caracteristică este prezența unei instanțe imparțiale, fie că este vorba de un judecător sau de un juriu, care are responsabilitatea de a lua decizii obiective, fără a favoriza niciuna dintre părțile implicate. A doua caracteristică implică prezentarea probelor relevante în sprijinul cazului fiecărei părți, acest lucru fiind, de regulă, realizat de avocați. În plus, a treia caracteristică se referă la existența unei proceduri riguros structurată, care asigură respectarea drepturilor tuturor părților implicate. Aceste caracteristici contribuie la garantarea unui proces echitabil.
Regulile probelor sunt esențiale pentru menținerea integrității procesului judiciar și sunt elaborate în cadrul sistemului de obiecții formulate de părțile adverse, bazându-se pe principiul că aceste obiecții pot influența decizia persoanei responsabile de stabilirea faptelor, fie că este vorba de judecător sau de juriu. Aceste obiecții joacă un rol crucial în asigurarea unui proces echitabil, contribuind la menținerea integrității procedurale. În acest context, regulile probelor conferă judecătorului puteri inchizitoriale limitate, permițându-i să excludă probele considerate nesigure sau irelevante pentru problema juridică în discuție, astfel având posibilitatea de a evalua critic informațiile prezentate. Peter Murphy, expert englez în drept, oferă un exemplu ilustrativ în Ghidul său practic privind probele: un judecător frustrat într-o instanță engleză (acuzatorială) a întrebat, după ce martorii au prezentat relatări contradictorii: "Nu voi auzi niciodată adevărul?" "Nu, domnule, ci doar probele", a răspuns avocatul. Această situație subliniază specificitatea sistemului acuzatorial și provocările inerente în atingerea adevărului în cadrul acestuia. Astfel, caracteristicile sistemului acuzatorial sunt esențiale pentru garantarea justiției și a echității în procesul judiciar.

### Părțile
Judecătorii într-un sistem acuzatorial sunt imparțiali în asigurarea respectării procesului echitabil și a justiției fundamentale, care garantează tratamentul corect al tuturor părților implicate. Acești judecători decid, de multe ori la solicitarea avocaților, ce probe urmează să fie admise în caz de dispută, mai degrabă decât din proprie inițiativă. Totuși, în anumite jurisdicții de drept comun, judecătorii joacă un rol mai activ în stabilirea probelor ce trebuie incluse în dosar sau respinse. Abuzul de discreție judiciară, care se referă la puterea judecătorilor de a lua decizii pe baza propriei judecăți în cadrul legii, poate duce la o decizie părtinitoare. Astfel, procesul judiciar în cauză devine obsolescent—principiul legal fiind ilicit subordonat principiului omului în circumstanțe discriminatorii. Lordul Devlin, în cartea sa The Judge, a afirmat: "Se poate argumenta, de asemenea, că doi căutători părtinitori, pornind din capete opuse ale câmpului, vor avea, între ei, o probabilitate mai mică de a rata ceva decât căutătorul imparțial care începe din mijloc." Această observație provoacă o reflecție asupra valorii imparțialității în cadrul sistemului judiciar, sugerând că, în anumite contexte, prezența a două perspective părtinitoare—reprezentându-se prin avocați adversi—ar putea contribui la descoperirea adevărului mai eficient decât o singură abordare imparțială, cum este cazul în sistemele inchizitoriale, unde un singur judecător investighează faptele.
Dreptul la asistență juridică în procesele penale nu a fost inițial recunoscut în unele sisteme acuzatorii, deoarece se considera că faptele ar trebui să vorbească de la sine și că avocații ar putea complica desfășurarea procesului, interferând cu stabilirea adevărului. În consecință, abia în 1836 Anglia a conferit suspecților de infracțiuni dreptul formal de a beneficia de asistență juridică prin intermediul Legii privind asistența juridică pentru prizonieri, deși, în practică, instanțele engleze permiteau de regulă inculpaților să fie reprezentați de avocați încă din mijlocul secolului al XVIII-lea. În a doua jumătate a secolului al XVIII-lea, avocați renumiți, precum Sir William Garrow și Thomas Erskine, 1st Baron Erskine, au jucat un rol esențial în instaurarea sistemului judiciar acuzatoriu utilizat astăzi în majoritatea țărilor de drept comun.
În Statele Unite, avocații angajați personal au avut dreptul de a se prezenta în toate cauzele penale federale încă de la adoptarea Constituției Statelor Unite în 1787, iar în cauzele la nivel de stat, cel puțin de la sfârșitul războiului civil în 1865, deși aproape toate statele americane au inclus acest drept în constituțiile sau legislațiile lor mult mai devreme. Numirea unui avocat pentru inculpații săraci a fost aproape universală în cauzele federale de infracțiuni, deși a variat considerabil în cauzele la nivel de stat, unde resursele și reglementările puteau diferi semnificativ.
Abia în 1963, în cauza Gideon v. Wainwright, Curtea Supremă a Statelor Unite a stabilit că asistența juridică trebuie să fie asigurată pe cheltuiala statului pentru inculpații săraci în cauzele de infracțiuni, conform Amendamentului Șase din Constituția Statelor Unite, în instanțele la nivel de stat. Această decizie a constituit un moment semnificativ în consolidarea dreptului la asistență juridică, având un impact profund asupra standardelor legale și asupra protecției drepturilor individuale în cadrul sistemului judiciar american. De asemenea, a influențat evoluția dreptului la asistență juridică în alte jurisdicții, subliniind importanța garantării acestui drept fundamental pentru asigurarea unui proces echitabil și respectarea principiilor justiției.

## Compararea cu sistemele inchizitoriale
Termenul „sistem acuzatorial” poate fi înșelător, sugerând că acesta este singurul tip de sistem în care există o opoziție între acuzare și apărare. Totuși, acest lucru nu este adevărat; atât sistemele acuzatorii moderne, care se bazează pe principiul adversarial, cât și cele inchizitoriale, în care judecătorul are un rol activ în investigarea cazurilor, separă puterile statului între un procuror și un judecător, garantând astfel dreptul inculpatului la asistență juridică. În acest sens, Convenția Europeană a Drepturilor Omului și a Libertăților Fundamentale, la Articolul 6, stipulează că aceste caracteristici trebuie să fie respectate în sistemele juridice ale statelor semnatare, asigurând astfel un proces echitabil și protejând drepturile fundamentale ale individului.
Una dintre cele mai semnificative diferențe între sistemul acuzatorial și sistemul inchizitorial apare atunci când un inculpat recunoaște comiterea infracțiunii. Într-un sistem acuzatorial, această recunoaștere înlătură controversa, iar cauza continuă direct cu pronunțarea pedepsei; totuși, în multe jurisdicții, inculpatul trebuie să susțină o alocuțiune referitoare la infracțiunea sa, iar o confesiune evident falsă nu va fi acceptată, nici măcar în instanțele de drept comun. În contrast, într-un sistem inchizitorial, mărturisirea inculpatului este doar un element de probă, iar aceasta nu elimină obligația procurorului de a prezenta un caz complet. Aceasta permite negocierea recunoașterii vinovăției în sistemele acuzatorii, un proces prin care inculpații pot accepta să declare vinovați în schimbul unor pedepse mai ușoare, ceea ce este dificil sau imposibil în sistemele inchizitoriale. Multe cauze de infracțiuni în Statele Unite sunt soluționate fără proces prin aceste negocieri, contribuind astfel la eficiența sistemului judiciar. Negocieri de recunoaștere a vinovăției devin din ce în ce mai frecvente în 27 de țări de drept civil, reflectând o tendință globală de a eficientiza soluționarea litigiilor.